# Bandera de Llançà
La bandera oficial de Llançà té la següent descripció:
Bandera apaïsada, de proporcions dos d'alt per tres de llarg, blanca, amb una part blau fosc de la vora inferior ondada de mitja tres i mitja crestes a dalt, d'alçària 3/11 de la del drap a les vores de l'asta i del vol, 7/22 a les crestes i 5/22 a les concavitats, amb les tres llances de pal vermell i fulla blau fosc de l'escut, d'amplària 1/22 de la llargària del drap, naixent de la primera cresta, la central d'alçària 6/11 de la del drap, i les dels costats posades a 1/33 d'aquesta.
Va ser aprovada el 14 d'abril de 2006 i publicada en el DOGC el 4 de maig del mateix any amb el número 4377. Es basa en l'escut heràldic de la localitat.